# Ryhor Baradulin

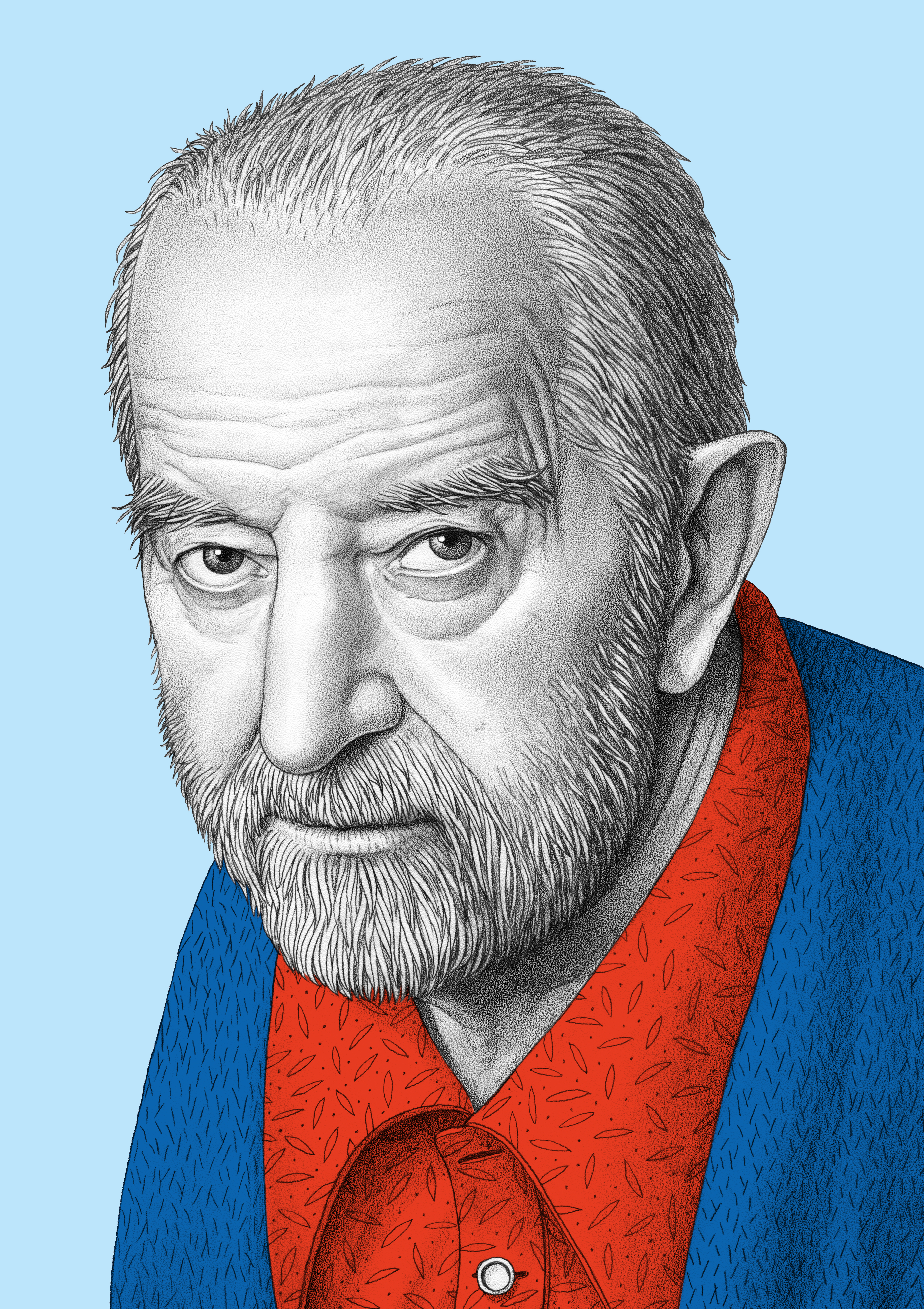
Ryhor Baradulin

Ryhor Baradulin (24. února 1935 Haradok, Běloruská SSR, SSSR – 2. března 2014) byl běloruský publicista, redaktor, překladatel a básník, navržený v roce 2006 na Nobelovu cenu.

## Život
Narodil se ve Vušackém regionu ve Vitebské oblasti a jeho venkovský původ ovlivnil jeho životní i umělecký vývoj. Jeho život poznamenaly traumatické zážitky z konce třicátých let a z války, kdy se jako dítě dokonce ocitl sám na obklíčeném území. Jeho otec zahynul jako velitel partyzánského oddílu. Matka, která vystavěla znovu jejich dům ve zničené vesnici, ho seznámila s jazykem, s lidovými písněmi a zvyky, s náboženstvím.
Vystudoval Běloruskou státní univerzitu v Minsku (1959) a stal se novinářem, později působil mimo jiné jako redaktor literárního časopisu Polymja. I jako obyvatel velkoměsta zůstal věrný venkovu, kde se zachovala navzdory násilné rusifikaci běloruština i různá nářečí. Přátelil se se spisovatelem Vasilem Bykavem.

## Poezie
Do literárního života vstoupil jako představitel básnické mládeže padesátých let. První verše začal publikovat časopisecky v roce 1954, a první sbírku vydal v roce 1959. Jeho dílo, pro něž je typické žánrové bohatství (lyrika, poémy, satiry, humorné verše, knížky pro děti, literární kritika, eseje), prozrazuje svůj původ v lidové tradici a vyznačuje se srozumitelností až prostotou a zájmem o spirituální hodnoty lidské existence. Jeho reflexívní lyrika se během let stále hlouběji zduchovňuje. V posledních desetiletích psal také duchovní poezii, parafráze modliteb a biblických textů (žalmů aj.) Od mládí provázejí jeho poezii i válečné motivy a otázka lidské odpovědnosti za sebe i za druhé. V roce 1982 pobýval v Československu, což inspirovalo jeho cyklus veršů Gotika topolů (1982). Baradulin obdržel řadu cen za literaturu a v roce 1992 byl jmenován národním básníkem Běloruska. V roce 2006 byl navržen na Nobelovu cenu za literaturu za životní dílo a za sbírku duchovní lyriky Ksty (Kříže), kterou vydala roku 2005 římskokatolická farnost sv. Šimona a Heleny v Minsku.
Úsilím o obohacení běloruského jazyka je vedena i jeho rozsáhlá překladatelská činnost (Adam Mickiewicz, Marc Chagall, Boris Pasternak, Bulat Okudžava, Karol Wojtyła).
V roce 2006 vyšel pod názvem Žít! český výbor z Baradulinova díla v překladu Františky Sokolové (Národní knihovna ČR).

## Z díla
- Maladzik nad stepam (Měsíc nad stepí, 1959),
- Nahbom (Plnými doušky, 1963),
- Adam i Jeva (Adam a Eva, 1968),
- Rum (Rumiště, 1974),
- Svjata pčely (Včelí svátek, 1975),
- Belaja jablynja hromu (Bílá jabloň hromu, 1979)
- Samota palomnictva (Osamělost putování, 1990)
- Milasernasc´ plachi (Milosrdnost popravčího špalku, 1992)
- Treba doma byvac´ čascej (Člověk by měl být častěji doma, 1993)
- Jevanhelle ad Mamy (Evangelium podle mámy, 1995)
- Bosaja zorka (Bosá hvězda, 2000)
- Kali rukajucca dušy (2003) - ve spoluautorství s Vasilem Bykavem
- Ksty (Kříže, 2005)
- Runy Perunavy (Runy Perunovy, 2006)
- Vybranyja tvory u dvuch tamach I-II (Vybrané spisy ve dvou svazcích, 1984)
- Zbor tvorau I-III (Sebrané spisy I-III, 1998-1999)
- Žít! (český výbor, 2006)

Je zastoupen např. v antologii Krasa i sila. Antalohija belaruskaj paezii XX stahoddzja (2003)

Svíce
trhavě pocukávající
planoucím víčkem:
v horoucím oku zapadlé smítko
strašlivého nářku.
Kříž opět znovu opakuje
postavu Krista.
Kráčejí staří, pochýleni
jako svěšené klasy
ze kterých dávno už
povyzobána zrna...
Ryhor Baradulin, Kuropaty